# Musèu de Sant Ramon
El Museu de Sant Ramon és instal·lat dins un antic col·legi universitari de Sant Ramon del segle xvi que és veí amb la Basílica de Sant Sarnin. El Museu de Sant Ramon o Museu dels Antics de Tolosa de Llenguadoc va tornar a obrir al públic el 8 a més de 1999, després més de quatre anys de renovació. Durant aquella, una partida de l'antiga necropòli paleocrestiana dels segles IV i V va ser escenagrafiada.

## Històric

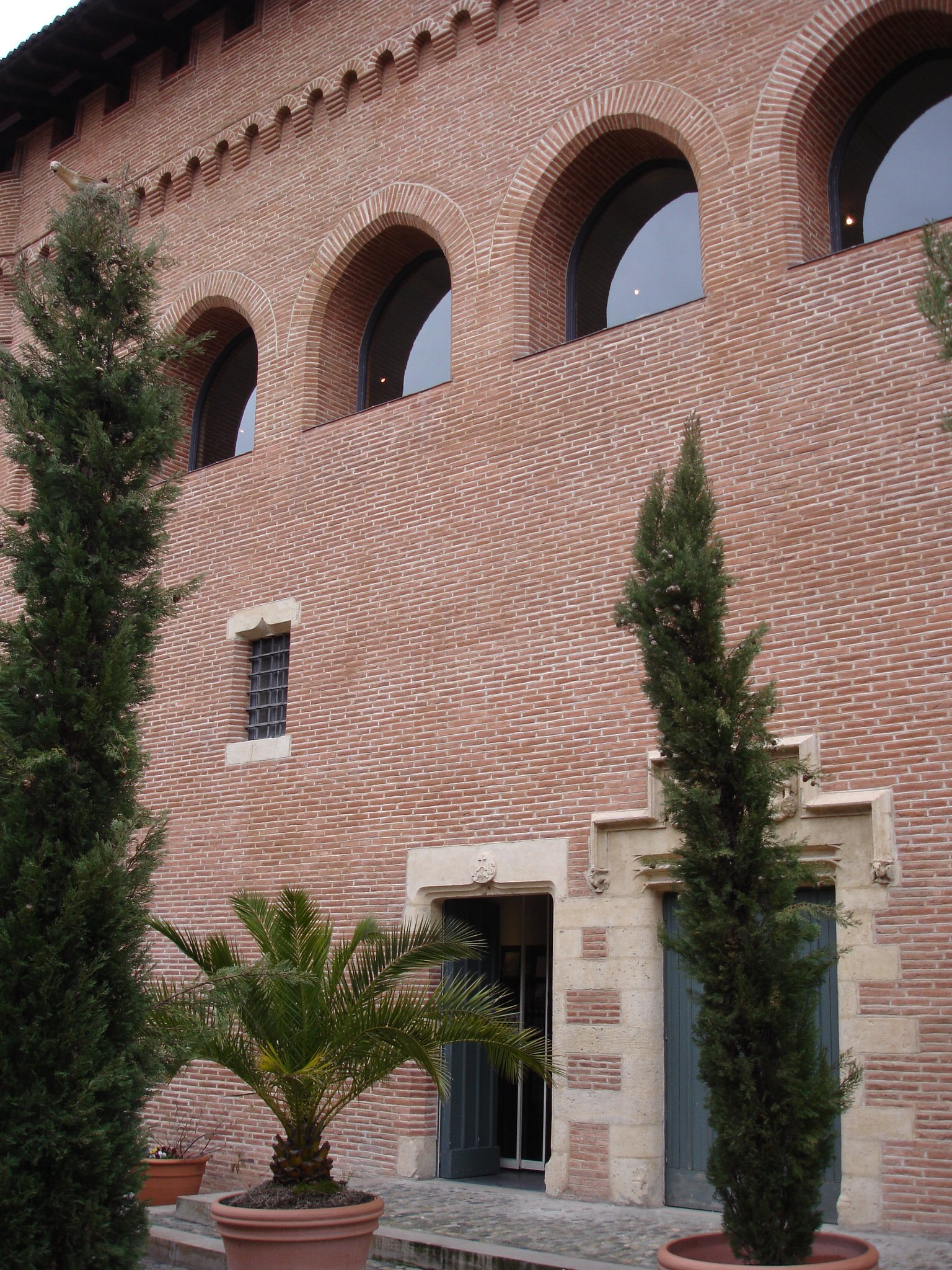
Entrada del Museu de Sant Ramon

- En 1852 i 1853, sol aquell edifici del conjunt del col·legi va escapar als demoliments.
- 1870 i 1871, el edifici va ser restaurat per Eugène Viollet-le-Duc.
- Va Venir museu en 1891 i 1892; va tornar ser profundament organitzat per Emili Cartalhac que en va prendre la direcció en 1912. La construcció va tornar a ser agençat de 1946 a 1950. Havia heretat, tot els enriquissent del cèlebre Museu dels Antics de Tolosa, creat dins la primera meitat del segle xix als Agustins.
- Dins els anys 1950 i 1960, va ser dedicat únicament a l'art i al arqueologia de l'Antiguitat.
- La construcció va ser classificat monument històric en 1975.
- Es va fixar el període històric on el seu enclosits tots els objectes que conserva: des del debut de l'Edat dels Metalls (2000 anys ab. -C.) Fins al segle viii.[3]

## Col·leccions
Es pot descobrir-hi una col·lecció de sarcòfags. Al pis es troben diferents objectes de l'època dels Vòlcas Tectòsages, dels Visigots i del període galloroman. Una col·lecció de bustos romans descoberts dins les ruïnes de la Vila romana de Chiragan de Martras Tolosana és exposada també.

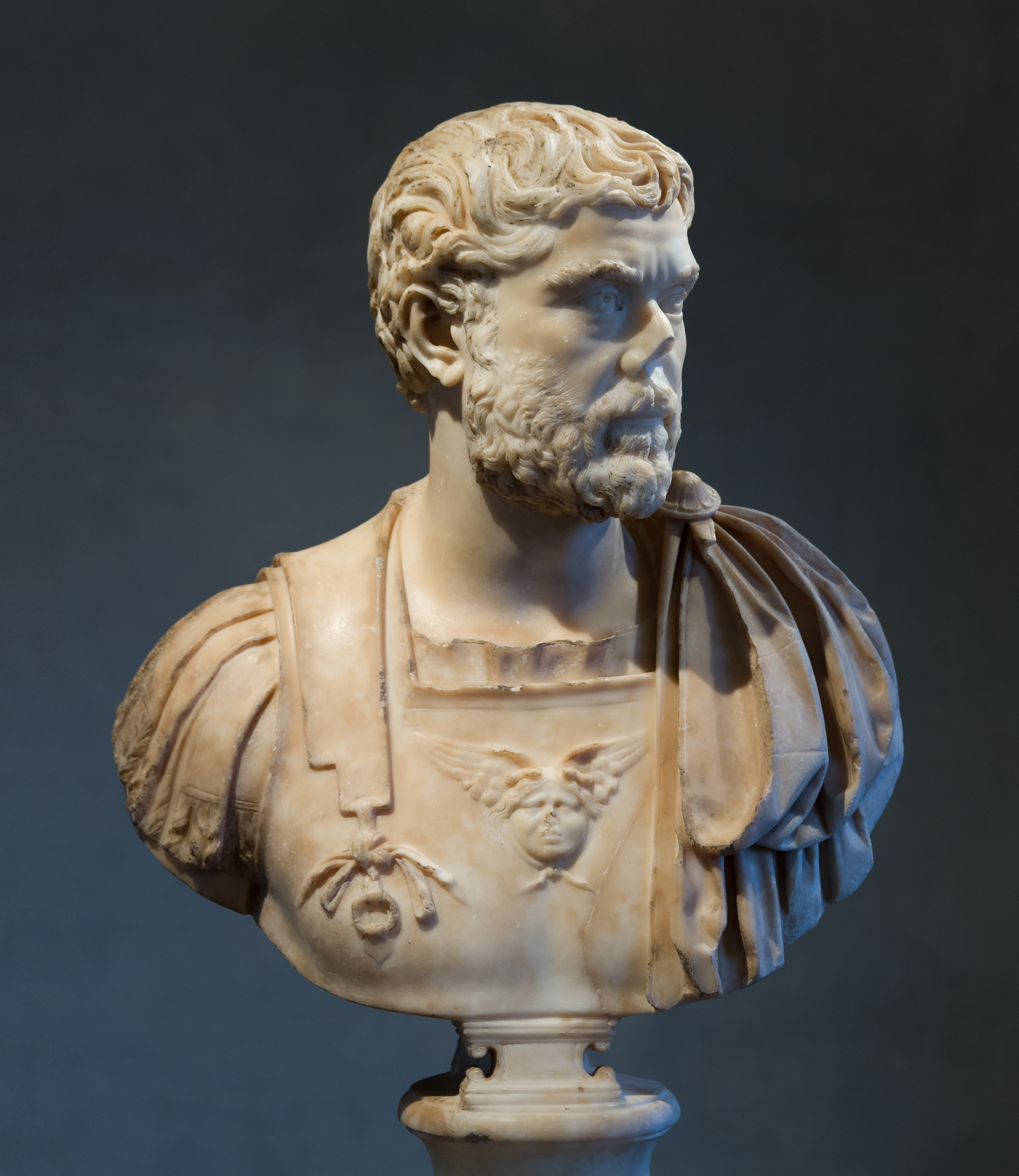
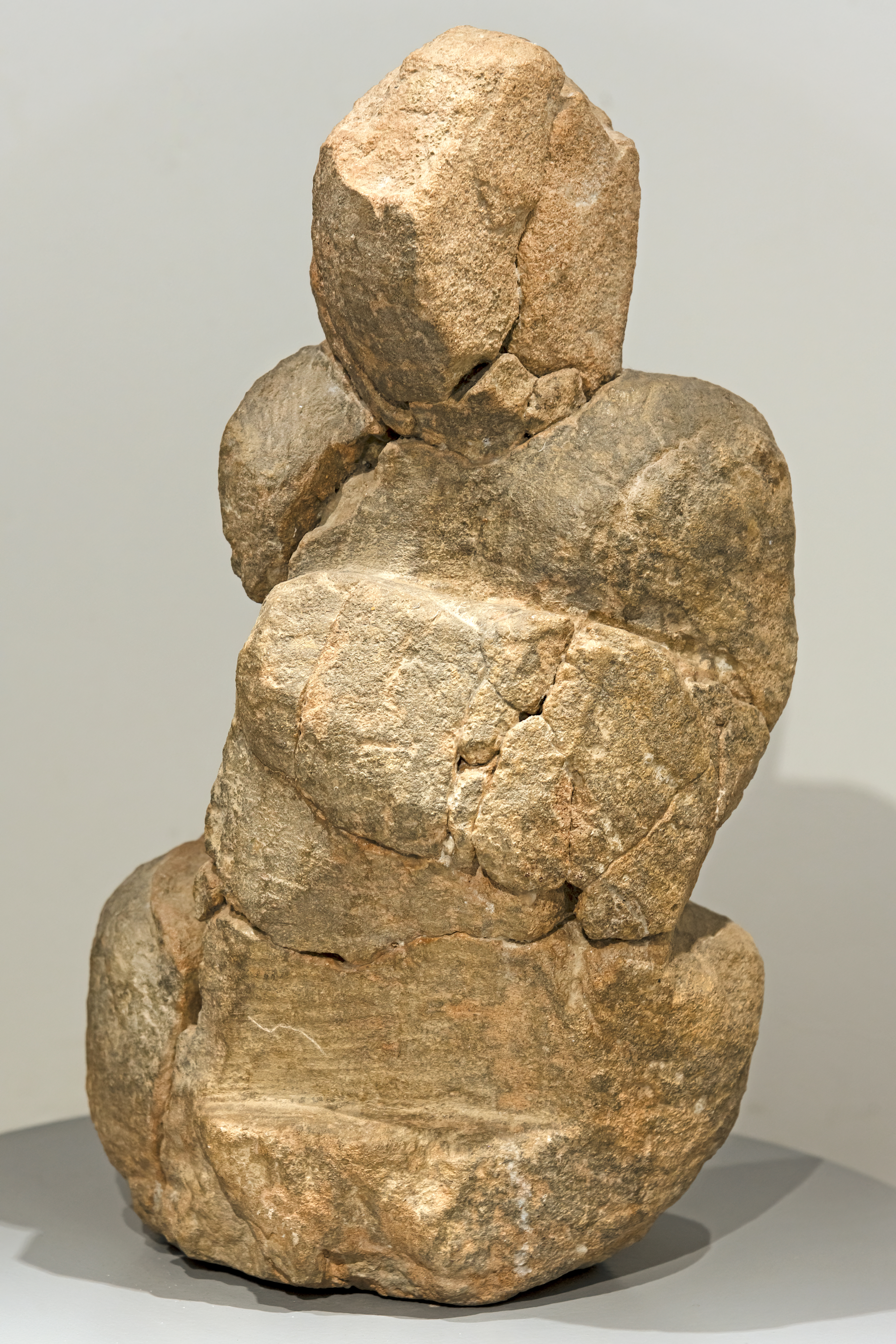
Estàtua antropomòrfa
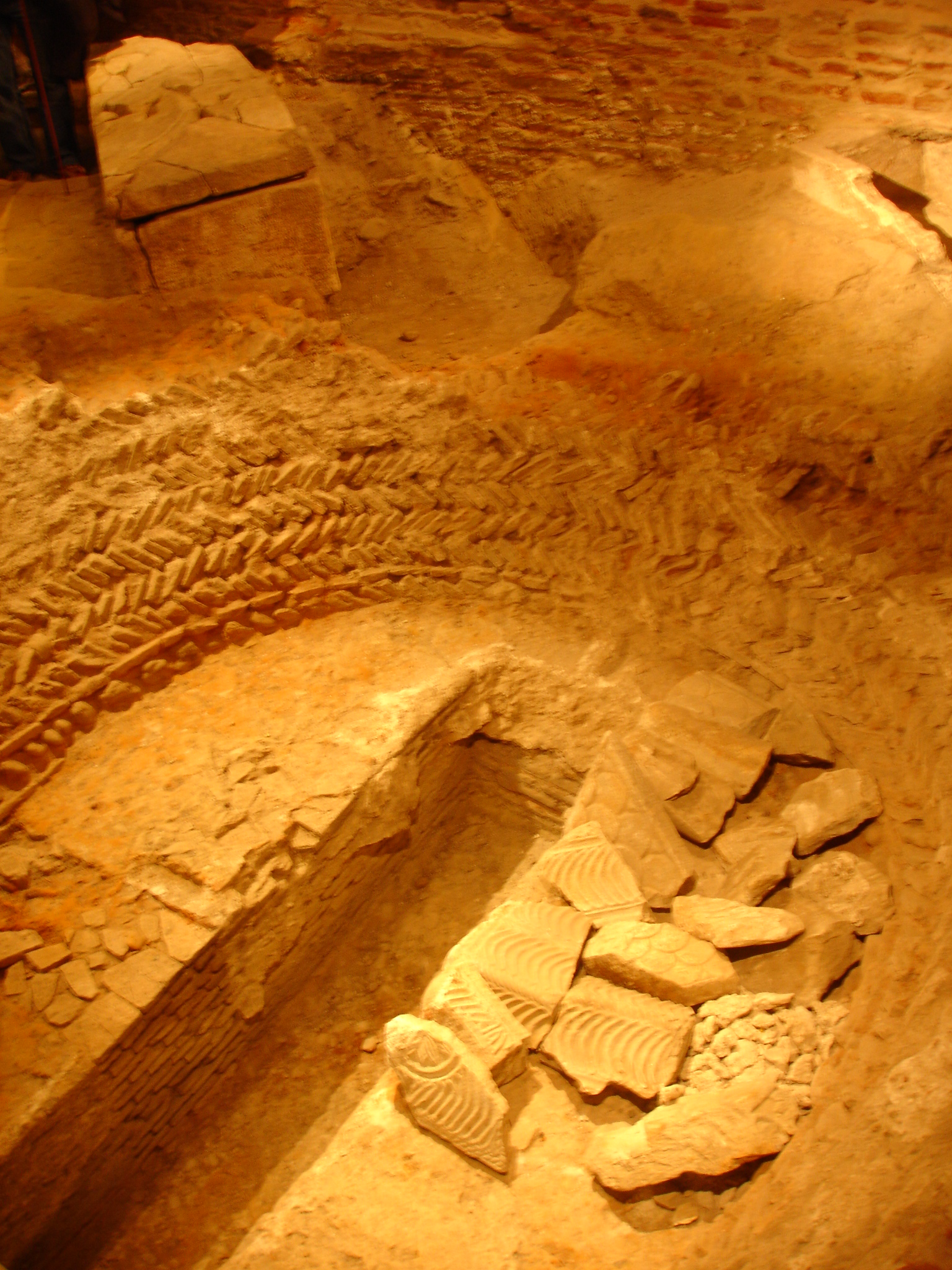
Forn de calç sota el museu
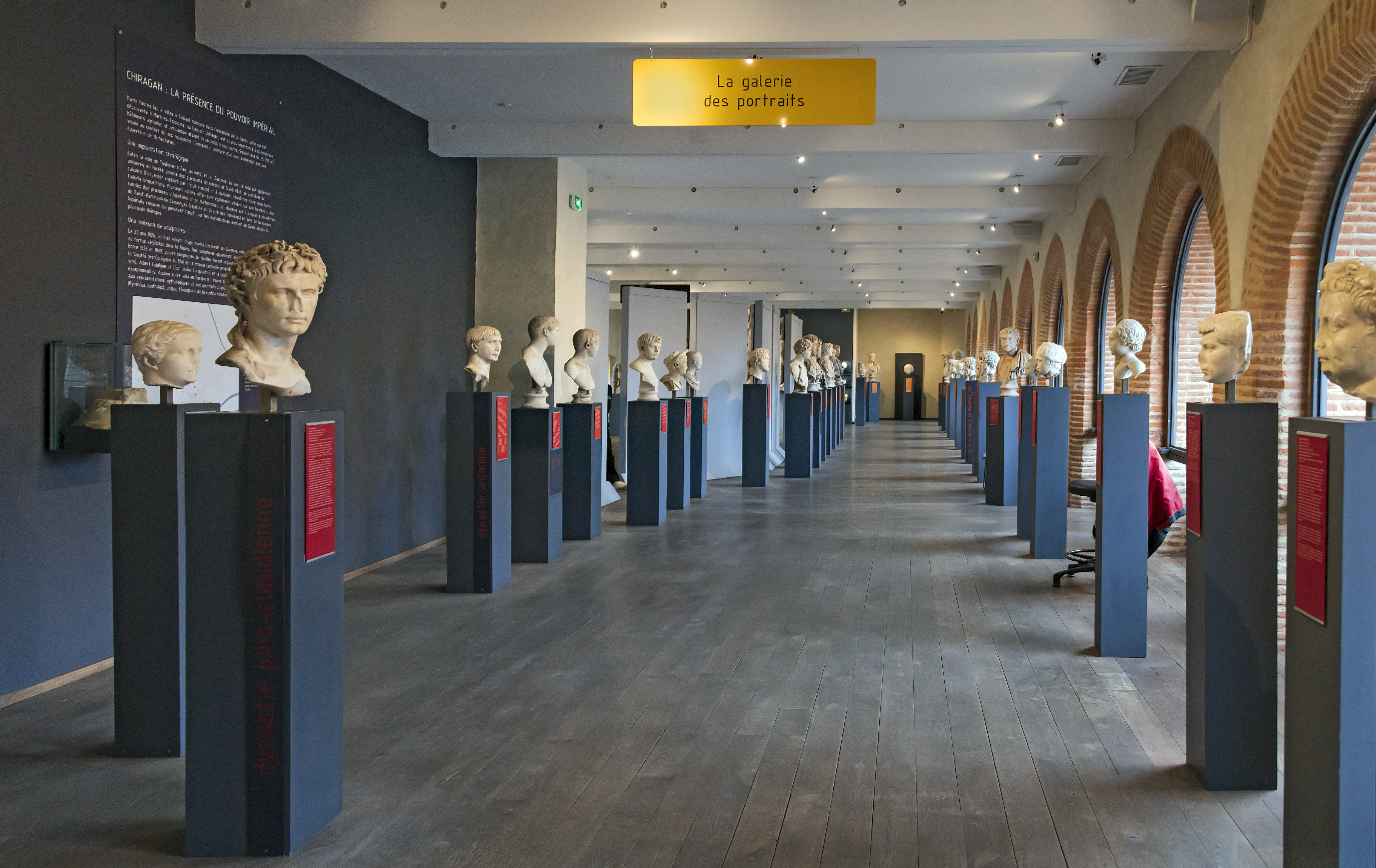
Bustes Romans de Chiragan dins el Museu de Sant Ramon
Placidia